# 新佩克利涅
49°2′24″N 35°24′29″E / 49.04000°N 35.40806°E
新佩凱利內（烏克蘭語：Нове Пекельне）是位於烏克蘭東部的村莊，由哈爾科夫州别列斯京区的扎切皮利夫卡市鎮負責管轄。該村始建於1775年，面積0.83平方公里，海拔高度83米，2001年人口224，人口密度每平方公里271.2人。